# 타히르 토후국
타히르 토후국, 또는 타히르 왕조(페르시아어: طاهریان 타히리얀)는 아랍화된 페르시아계 수니파 이슬람 왕조로, 군주들은 821년부터 873년까지 호라산의 총독으로 동부 이슬람 세계의 대부분을 통치했으며 891년까지 바그다드에 있는 아바스 왕조의 군사 사령관이라는 직함을 가지고 있었다. 왕조는 아바스 칼리파 알마문을 섬기는 장군 가운데 하나였던 타히르 이븐 후세인에 의해 창건되었다. 4번째 피트나에서 알마문을 지지한 공로를 인정받은 그는 독립적인 통치자는 아니었으나 높은 수준의 호라산 자치권을 부여받았다. 